# Elizabeth Hawley

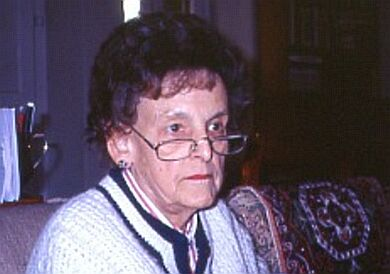
Elizabeth Hawley, 22 maja 2008

Elizabeth Ann Hawley (ur. 9 listopada 1923 w Chicago, zm. 26 stycznia 2018 w Katmandu) – amerykańska dziennikarka i kronikarka wypraw w Himalaje. Urodzona w Chicago, mieszkała w Nepalu od 1960 aż do śmierci. Była korespondentem agencji prasowej Reuters; relacjonowała pierwszą udaną amerykańską wyprawę na Mount Everest w 1963. Była niekwestionowanym autorytetem w dziedzinie nepalskich wspinaczek himalajskich. Stworzona przez nią baza danych na ten temat zawiera szczegółowe informacje o 9,5 tysiąca ekspedycji na 450 znaczących nepalskich szczytów oraz około 70 tysiącach uczestników tych wypraw, począwszy od 1905 roku. Była konsulem honorowym Nowej Zelandii w Nepalu.

## Życiorys

### Dzieciństwo i młodość
Dziadkiem Elizabeth Hawley był Edward Everett Gore, przedsiębiorca i księgowy z Carlinville. Studiował on w Blackburn College – college’u biznesowym w Jacksonville w stanie Illinois – i równocześnie pracował w kancelarii prawnej. Jako przewodniczący Komisji ds. Przestępczości w Chicago (Chicago Crime Commission) prowadził walkę z przemytem alkoholu podczas prohibicji alkoholowej w Stanach Zjednoczonych. Jego żona, a babka Elizabeth, Amanda była także wykształcona, co było niezwykłe dla kobiety w tamtych czasach. W 1894 urodziła się Florelle, matka Elizabeth. W 1895 państwo Gore przeprowadzili się do Chicago. Florelle studiowała literaturę angielską na Northwestern University, gdzie uzyskała dyplom z wyróżnieniem. Podczas studiów poznała Franka Hawleya i wyszła za niego. Frank Hawley, ojciec Elizabeth (urodzony w 1893), służył w amerykańskiej marynarce wojennej podczas I wojny światowej, zaś Florelle była sufrażystką i pracowała dla organizacji praw kobiet: Ligi Kobiet Wyborców Stanów Zjednoczonych. Elizabeth była ich drugim dzieckiem. Miała o trzy lata starszego brata Johna. Początkowo państwo Hawley mieszkali w Yonkers w stanie Nowy Jork. Następnie przenieśli się do Birmingham w stanie Michigan, gdzie Elizabeth uczęszczała do szkoły średniej. Kiedy wielki kryzys uniemożliwił jej ojcu pracę w Michigan, Hawleyowie przeprowadzili się do Nowego Jorku, a Elizabeth posłali do prestiżowej szkoły na przedmieściach Scarsdale.

### Studia
W 1941 Elizabeth Hawley rozpoczęła studia z zakresu historii na Uniwersytecie Michigan. Brała również udział w kursach z nauk politycznych, języka angielskiego, zoologii i matematyki. Szczególnie ceniła sobie wykłady profesora historii Prestona Slossona. Była przewodniczącą zarządu stowarzyszenia studenckiego, które organizowało interdyscyplinarne wykłady i debaty pomiędzy wykładowcami i studentami. Studia ukończyła z wyróżnieniem w 1944 i przez krótki czas pracowała na tamtejszym wydziale historii jako asystentka. 

### Początki kariery dziennikarskiej i podróże
Dziennikarską karierę rozpoczęła w 1946 jako badaczka i reporterka w magazynie Fortune w Nowym Jorku, a za zaoszczędzone pieniądze w okresie wakacyjnym podróżowała. W 1949, wkrótce po powrocie Elizabeth z podróży po Europie, niespodziewanie zmarł na raka w wieku 35 lat jej brat John. Jego wczesna śmierć wywarła na nią duży wpływ. W następnych latach często podejmowała długie samotne wojaże. Latem 1949 odwiedziła Czechosłowację, Niemcy Zachodnie, Grecję, Włochy i Austrię, potem Monte Carlo, a następnie podróżowała po Jugosławii. Podczas swoich wyjazdów poznawała ludzi ze wszystkich środowisk, od najbiedniejszej ludności wiejskiej do wysokich urzędników państwowych, w tym marszałka Josipa Broz Tito. Dwa lata później, w 1951, pojechała do Berlina, a następnie do Finlandii. W 1953 roku rozpoczęła swoją pierwszą wyprawę do Afryki, która doprowadziła ją do Tunezji, Algierii i Maroka. W następnych latach przebywała na Bliskim Wschodzie i ponownie odwiedziła Afrykę, tym razem zwiedzając Sudan i Kenię, podówczas jeszcze kolonię brytyjską.
16 kwietnia 1957 zrezygnowała z pracy w Fortune, która ją nudziła i wyruszyła w dwuletnią podróż dookoła świata, poruszając się głównie pociągiem lub autobusem. Podróżowała po Europie Wschodniej i Zachodniej, odwiedziła Polskę, potem Szwecję i Finlandię, ZSRR, następnie RFN, Grecję i Włochy. W następnym roku Hawley ponownie objechała Bliski Wschód, zatrzymując się w Turcji, Izraelu, Iranie, Libanie i Jordanii. W 1959 roku podróżowała po Azji Południowej, w tym Nepalu, następnie popłynęła statkiem do Azji Południowo-Wschodniej i przez Japonię wróciła do Stanów Zjednoczonych. 
Po raz pierwszy przybyła do Katmandu w 1958 i jako dziennikarka relacjonowała wydarzenia polityczne. 12 lutego 1959, była jednym z zaledwie czterech zagranicznych dziennikarzy obecnych w Hanuman Dhoka, gdy król Mahendra prezentował projekt pierwszej konstytucji, która utorowała drogę do współczesnych wyborów powszechnych i wprowadziła demokrację w Nepalu. W 1959, kiedy skończyły się jej środki finansowe, Hawley wróciła do Stanów Zjednoczonych.

### Emigracja i życie w Nepalu
Zafascynowana polityką Nepalu i ideą odizolowanego państwa, które wyłoniło się w XX wieku, we wrześniu 1960 zdecydowała się ponownie tam wyruszyć. Zamieszkała w domu położonym w dzielnicy Dillibazar w Katmandu i mieszkała tam aż do śmierci. Początkowo pracowała na pół etatu, jako akredytowana korespondentka amerykańskiego tygodnika Time Magazine, by w 1962 związać się z agencją informacyjną Reuters, dla której zaczęła prowadzić relacje z wypraw himalajskich. W 1963 relacjonowała pierwszą amerykańską ekspedycję na Mount Everest z zachodniej grani z udziałem 19 Amerykanów i prawie 900 szerpów. Dzięki jej bliskim stosunkom z ambasadą USA oraz pomocy amerykańskiego attaché wojskowego, który zaoferował jej dostęp do tajnej komunikacji radiowej między bazą na Everest i ambasadą, jako pierwsza otrzymała informację o zdobyciu szczytu.  W Nepalu nie było wtedy telefonów, ale był telegraf w ambasadzie, który pozwalał na wysłanie wiadomości kodem Morse’a.  Raport, który wówczas sporządziła dla redakcji z tego pionierskiego wydarzenia, ostatecznie trafił na stół Johna Kennedy’ego. 
Tematem wypraw Hawley zainteresowała się między innymi za sprawą Jimmy’ego Robertsa, który w 1964 założył agencję Mountain Travel – pierwszą instytucję organizującą trekingi w Nepalu.

## Himalayan Database
W ciągu następnych lat Elizabeth Hawley relacjonowała wszystkie główne wyprawy w Himalaje, ostatecznie biorąc na siebie rolę korespondenta górskiego Reuters z Nepalu. Zbierała informacje o wszystkich wyprawach, trasach, losach podróżników, chociaż sama nigdy się nie wspinała i nie chciała wspinać. Mówiła: Jestem zbyt leniwa, aby chodzić po górach, poza tym cenię dobre jedzenie i ciepłe łóżko, lubię patrzeć w góry. Jej dom w Dillibazar stał się jej gabinetem wyłożonym rzędami drewnianych szafek na dokumenty, wypełnionych szczegółowymi, odręcznymi notatkami z wywiadów. Zawierały one opisy drogi wejścia, informacje o tragarzach, miejscach zakładania obozów, wypadkach, o fakcie korzystania z lin (łącznie z ich całkowitą długością), używania butli tlenowych, opisy warunków pogodowych, zdjęcia, a nawet dokładne opisy widoku z gór. Panna Hawley (tak ją tu wszyscy nazywali) dzwoniła lub pojawiała się w ciągu godziny lub dwóch od przybycia każdej ekspedycji do Katmandu. Informacji o przybyłych lub o wracających wyprawach dostarczało jej m.in. biuro zezwoleń w Ministerstwie Turystyki, obsługa hoteli, centrum turystyczne, agencje Szerpów oraz właściciele wypożyczalni sprzętu i sklepów wspinaczkowych. Himalaiści często spotykali się z nią dwukrotnie, przed i po wejściu na szczyt, a ona zmuszała ich do odpowiadania na trudne i drobiazgowe pytania. Osiągnięcia wspinaczy zapisywała w swojej bazie dopiero wówczas, gdy była pewna, że rzeczywiście dotarli oni na szczyt. Była najbardziej znanym kronikarzem wypraw himalajskich przez ponad cztery dekady. Szanowana przez międzynarodową społeczność górską za kompletne, rzetelne i dokładne zapisy, które stały się podstawą bazy danych Himalayan Database – rejestru wejść i wypraw na najwyższe szczyty Himalajów.
W 1991 roku Richard Salisbury, programista komputerowy i konsultant ds. baz danych na Uniwersytecie Michigan, zaproponował Hawley digitalizację tego cennego zbioru. Wprowadzenie informacji zajęło ponad dziesięć lat i zostało uzupełnione o dane zebrane z książek, czasopism i korespondencji ze wspinaczami. Pierwszy CD-ROM z bazą ukazał się w 2004, a od 2017 jest dostępna jej darmowa wersja do ściągnięcia na stronie himalayandatabase.com.
Baza zawiera dane o ekspedycjach na 450 znaczących nepalskich szczytów, począwszy od 1905 roku. Zebrano w niej informacje o 9,5 tysiąca ekspedycji i dane o około 70 tysiącach ich uczestników. Jest uważana za nieoficjalny, ale najbardziej wiarygodny zapis udanych wspinaczek w Himalaje. Himalajska baza wydana została także drukiem. Jej pierwsze książkowe wydanie The Himalaya by the Numbers zostało opublikowane w 2007 i obejmowało opis wypraw do roku 2006. Drugie, rozszerzone wydanie pojawiło się w 2011 i obejmuje wyprawy do 2009 roku.

Niestrudzona praca Hawley zaowocowała Himalayan Database, zbiorem zapisów dotyczących wszystkich ekspedycji na ponad 450 znaczących szczytów Nepalu w latach 1905-2017. Jeśli twoje nazwisko nie znajduje się w tej bazie danych, to nie udało ci się zdobyć szczytu!

Hawley w trakcie około 15 000 wywiadów, które przeprowadziła od 1963 roku, nie tylko zapisywała historie, nietypowe incydenty; uzyskiwała informacje na temat sukcesów, porażek, wypadków i zgonów podczas ekspedycji, ale jej badania pomagały także w rozstrzyganiu kontrowersji. Była nieoficjalnym arbitrem sporów związanych ze wspinaczką. Jej opinia wpływała na uznanie wejścia na szczyt – to jej zdanie wpłynęło na, między innymi, odebranie tytułu zdobywcy Korony Himalajów i Karakorum Koreance Oh Eun-sun, której wejście na Kanczendzongę było wątpliwe i szeroko dyskutowane. Zaś w 2014, kiedy 13-letnia indyjska uczennica Malavath Poorna wspięła się na Everest, jako najmłodsza na świecie kobieta, to właśnie Himalayan Database potwierdziła zdobycie przez nastolatkę szczytu.
Dzięki cierpliwości i nieustępliwości w zdobywaniu przez dziesięciolecia informacji była w stanie opisać lepiej niż ktokolwiek inny każdy z 14 ośmiotysięczników oraz wymienić nazwiska zdobywców, a także opisać trasy do nich prowadzące, mimo że nigdy na nich nie była.
Sławne stało się oświadczenie kazachskiego wspinacza Anatolija Bukriejewa, kiedy to Hawley udowodniła mu, że we mgle osiągnął tylko boczny szczyt ośmiotysięcznika Sziszapangma. Muszę wracać, Elizabeth mówi, że tam nie byłem, powiedział.
Wielu alpinistów straciłoby życie albo nie zrealizowało swoich planów, gdyby nie skonsultowali się wcześniej z Elizabeth Hawley. Legendarny wspinacz Reinhold Messner w wywiadzie dla amerykańskiego magazynu Outside powiedział, że mógłby nie być pierwszą osobą, która weszła na Mount Everest bez użycia butli z tlenem (1978), gdyby nie panna Hawley. Messner spotkał się z nią w Katmandu, kiedy to zamierzał dokonać historycznej wspinaczki. Miał problemy z otrzymaniem pozwolenia w Nepalu. Hawley poinformowała go wówczas, że jego plan można zrealizować, ale od chińskiej strony Everestu – i tak właśnie zrobił.
Wykorzystując swoje wpływy Hawley zaangażowała się też w pomoc podczas heroicznej akcji ratowania w 1989 Andrzeja Marciniaka schodzącego z Mount Everestu. 
Jej uparte dążenie do prawdy uczyniło ją autorytatywnym i szanowanym głosem w Nepalu i spowodowało, że sir Edmund Hillary (pierwszy zdobywca w 1953 roku Mount Everestu) nazwał ją „Sherlockiem Holmesem z górskiego świata”.

Nigdy nie było prawdziwszego krytyka ani bardziej wytrwałego i dociekliwego badacza. Większość wspinaczy, którzy byli w Katmandu, znała jej legendarne, detektywistyczne zdolności w tropieniu liderów ekspedycji, w docieraniu do szczegółów wypraw. W epoce przemian, zarówno na dobre jak i na złe, ona stanowiła stały element Katmandu. Dokumentowała wszystko, od demonstracji na rzecz demokracji, po absurdalne i patetyczne próby zdobycia Everestu.

O konsultacje z nią zabiegał aktor Brad Pitt szykując się do roli Heinricha Harrera w filmie Siedem lat w Tybecie. Hawley znała bowiem osobiście niemieckiego alpinistę Petera Aufschnaitera, który wraz Austriakiem Heinrichem Harrerem w 1938 zdobył północną ścianę Eigeru i razem z nim uciekł z brytyjskiego obozu internowania w Dehradun w Indiach do Tybetu. Ich historia stała się podstawą książki i filmu o tym samym tytule. 
Oprócz agencji Reuters Elizabeth Hawley współpracowała z czasopismami American Alpine Journal, Himalaya Journal (Indie), Alp (Włochy), Climber (Wielka Brytania), Desnivel (Hiszpania), Die Alpen (Szwajcaria), Vertical (Francja), Yama Kei (Japonia) i Alpinist (USA) oraz z lokalnymi gazetami.

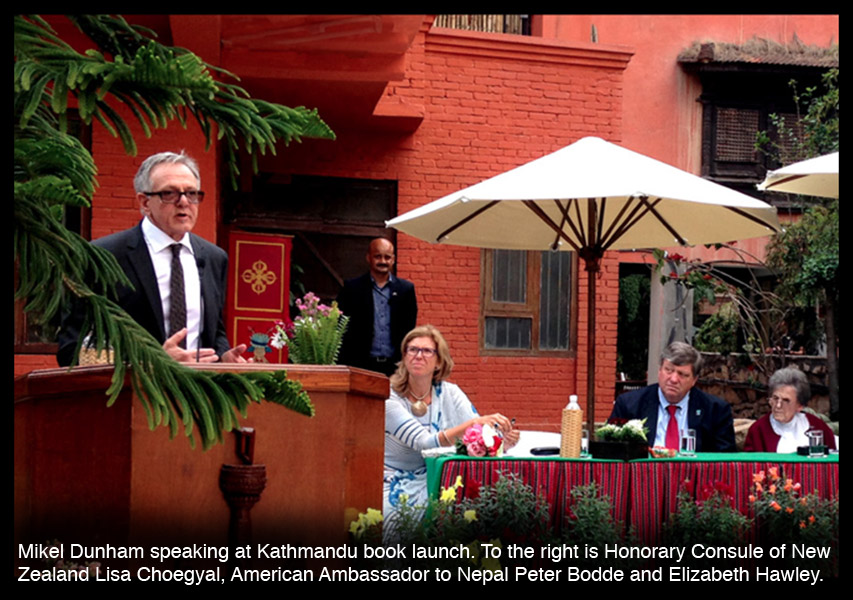
Mikel Dunham podczas premiery książki The Nepal Scene: Chronicles of Elizabeth Hawley z Lisą Choegyal, ambasadorem Peterem W. Bodde i Elizabeth Hawley w 2015

Historyk Himalajów, Mikel Dunham, przeglądając w jej gabinecie półki zawierające wycinki artykułów napisanych przez nią dla Reuters, Time i Life, a także szczegółowe zapiski o politycznych wydarzeniach w Katmandu, które Elizabeth Hawley napisała dla swojego szefa w Tiger Tops, Jimiego Edwardsa, uświadomił sobie, jak nieocenione są te akta stanowiące historię Nepalu po 1960 roku. Wraz z Lis Choegyal, opublikował je w dwóch ogromnych tomach The Nepal Scene. Chronicles of Elizabeth Hawley. 1988–2007 w 2015 roku. Książka ta nie jest tradycyjnie podzielona na rozdziały, ale stanowi autentyczny i chronologiczny zapis wydarzeń miesiąc po miesiącu, których Hawley była świadkiem. Hawley zgodziła się na opublikowanie manuskryptu, z jednym tylko zastrzeżeniem: że wszelkie wpływy zostaną przekazane na dofinansowanie Himalayan Database i Himalayan Trust.

Dyplomaci, szpiedzy i dziennikarze – wszyscy chcieli zobaczyć niepublikowane miesięczne biuletyny Elizabeth Hawley, dzięki którym osoby postronne mogły uzyskać dostęp do opowieści o najbardziej burzliwych latach we współczesnej historii Nepalu, od masakry większości członków rodziny królewskiej, po bliskie upadku demokratyczne państwo aż do powstania maoistowskiego buntu starającego się obalić stary porządek. Rezydująca w Katmandu od ponad 50 lat panna Hawley zna wszystkich i ma wyjątkowy dostęp, i słynie ze swoich umiejętność kryminalistycznych w wyjaśnianiu wątpliwości i półprawd. Opublikowane po raz pierwszy jej kroniki umożliwiają wyjątkowy wgląd w te burzliwe czasy.

Znakiem rozpoznawczym Elizabeth Hawley był niebieski Volkswagen Beetle z 1963 roku, którym jeździła na spotkania, konferencje i wywiady z alpinistami. Nigdy tak naprawdę nie chciała uczyć się nepalskiego i przez wszystkie te lata posługiwała się wyłącznie językiem angielskim, chociaż nepalski trochę rozumiała.
Pełniła funkcję dyrektor naczelnej oddziału Himalayan Trust Nepal, organizacji non-profit założonej w 1960 roku przez sir Edmunda Hillary’ego, jej bliskiego przyjaciela. Znała nepalskie departamenty rządowe, potrafiła wynegocjować i uzyskać pozwolenia jakie potrzebne były do realizacji projektów tj. budowy szkół i szpitali, mostów, wodociągów czy lotniska w Solu Khumbu, regionie Mount Everest. Odegrała ważną rolę podczas tworzenia Parku Narodowego Sagarmatha położonego w północno-wschodnim Nepalu, który powstał z inicjatywy sir Edmunda Hillary’ego i jego żony Louise.
Była członkiem (od 2013 honorowym) American Alpine Club, Himalayan Club (Mumbai) oraz honorowym członkiem New Zealand Alpine Club i Nepal Mountaineering Association.
Rząd w uznaniu zasług nadał jej honorowe obywatelstwo Nepalu. Od 1990 aż do sierpnia 2010 pełniła także funkcję honorowego konsula Nowej Zelandii w tym kraju.
Bogata biografia Elizabeth Hawley została opublikowana po raz pierwszy w 2005 przez Bernadette McDonald w książce I’ll Call You in Kathmandu: the Elizabeth Hawley Story. Publikacja ta stanowi swego rodzaju hołd dla kobiety, która zajęła ważne miejsce w historii alpinizmu. W 2012 książka została zaktualizowana i przedrukowana pod nowym tytułem Keeper of the Mountains: The Elizabeth Hawley Story. W 2013 roku, z okazji 60. rocznicy pierwszego wejścia na Everest, powstał film dokumentalny pod tym samym tytułem Keeper of the Mountains („Strażnik gór”), który jest impresjonistyczną migawką życia i dokonań Elizabeth Hawley. Jest to opowieść o niezależnej kobiecie, która opisała Złoty Wiek Himalajskiego Alpinizmu aż po współczesność.
W 2016 Elizabeth Hawley przeszła na emeryturę. Od tego momentu jej codzienne obowiązki przejęła Billi Bierling, niemiecka dziennikarka. Poznała ona Elizabeth w 2004 i będąc pod ogromnym wrażeniem jej i jej pracy, zaczęła pomagać. Początkowo pracowała jako asystentka pod czujnym okiem panny Hawley, a po jej śmierci kontynuuje ona pracę nad Himalayan Database wraz z Richardem Salsbury i zespołem. W przeciwieństwie do Hawley, Billi samotnie wspinała się i zdobyła pięć z 14 najwyższych szczytów na świecie.

## Śmierć
Elizabeth Hawley zmarła 26 stycznia 2018 na zapalenie płuc i udar mózgu w szpitalu CIWEC Clinic Travel Medicine Center w Nepalu. Informacja o jej śmieci pojawiła się na pierwszej stronie wiadomości w Wielkiej Brytanii, USA i Nowej Zelandii, a także w Nepalu.
Ceremonia pogrzebowa odbyła się 28 stycznia 2018 roku i została zorganizowana przez Himalayan Trust Nepal według tradycji Szerpów i religii buddyjskiej (chociaż Hawley była ateistką) w świątyni Swayambunath. Jej ciało zostało skremowane, a prochy zgodnie z jej wolą pozostały na ziemi nepalskiej, której poświęciła całe swoje życie. W uroczystościach pogrzebowych uczestniczyli członkowie jej rodziny – bratanek Michael Hawley Leonard wraz z żoną Meg, którzy przybyli z USA oraz bliscy przyjaciele, dyplomaci, alpiniści, wspinacze, społeczność górska, zwłaszcza społeczność Szerpów z Solukhumbu, członkowie: Nepal Mountaineering Association, Trekking Agent Association oraz Himalayan Rescue Association. 
Elizabeth Hawley nie była zamężna i nie miała dzieci. Swoje życie poświęciła pracy.

Była legendą w społeczności wspinaczy górskich. To dla nas wszystkich ogromna strata.

Będziemy starali się kontynuować pracę pani Hawley, ale dziś świat himalaizmu stracił jeden z najważniejszych filarów. Będziemy za Panią tęstknić

7 lutego 2018 w Nepal Tourism Board w Katmandu odbyło się spotkanie poświęcone pamięci Elizabeth Hawley.

## Książki  i publikacje
- Elizabeth Hawley, Richard Salisbury: The Himalayan Database: The Expedition Archives of Elizabeth Hawley. Mountaineers Books, 2004, s. 80. ISBN 0-930410-99-8.
- Elizabeth Hawley: The Nepal Scene: Chronicles of Elizabeth Hawley, 1988-2007. Vajra Books, 2015, s. 2038. ISBN 9937-623-40-5.
- Richard Salisbury, Elizabeth Hawley: The Himalaya by the Numbers: A Statistical Analysis of Mountaineering in the Nepal Himalaya. Mountaineers Books, 2012, s. 224. ISBN 9937-506-64-6.
- Seasonal Stories for the Nepalese Himalaya 1985-2014 by Elizabeth Hawley
- The World's Most Significant Climbs. American Alpine Journal. [dostęp 2018-02-04]. [zarchiwizowane z tego adresu (2018-02-05)]. (ang.).

## Wybrane nagrody i odznaczenia
W 1994 roku została laureatką Nagrody Literackiej im. H. Adamsa Cartera (The H. Adams Carter Literary Award) przyznanej przez American Alpine Club za jej niestrudzoną pracę.
8 kwietnia 1998 roku odznaczona medalem Szwajcarskiej Fundacji Króla Alberta I (King Albert I Memorial Foundation) przyznawanym „osobom oraz instytucjom, za wybitną działalność w świecie gór”. 
Była pierwszą laureatką Nagrody Sagarmatha (Sagarmatha National Award) przyznaną w 2003 roku przez Nepalskie Ministerstwo Turystyki za jej wkład i 43 lata starań i wysiłków w promowanie gór Nepalu. W tym samym roku odznaczona Medalem Królowej Elżbiety II (Queen’s Service Medal) za służbę publiczną oraz za pracę jako konsul honorowy Nowej Zelandii i dyrektor naczelna Himalayan Trust. 
W 2006 roku została laureatką nagrody i odznaczona medalem Dr Harka Parbatiya Puraskar (ustanowionym ku pamięci byłego głównego doradcy, pierwszego Ministra Stanu ds. Turystyki Nepalu Harka Gurunga) roku w uznaniu jej nieocenionego wkładu w zapis chronologiczny historii himalajskiej wspinaczki górskiej. 
Również Polski Związek Alpinizmu uhonorował ją Medalem 100-lecia polskiego alpinizmu, przyznawanym dla osób szczególnie zasłużonych dla polskiego sportu.
Na cześć Elizabeth Hawley francuski himalaista Francois Damilano, który dokonał 9 maja 2008 pierwszego wejścia na nepalski sześciotysięcznik w masywie Dhaulagiri nazwał jej imieniem jeden z jego wierzchołków Peak Hawley. Oficjalnie nazwę szczytu Peak Hawley rząd Nepalu przyjął w 2014 w uznaniu jej zasług dla przemysłu alpinistycznego. Sama Hawley tę decyzję uważała za żart Myślałem, że to tylko żart. To powinien być żart. Góry nie powinny być nazywane od ludzi.